# Тайное окно
«Тайное окно» (англ. Secret Window) — американский художественный фильм 2004 года, снятый по повести «Секретное окно, секретный сад» Стивена Кинга, опубликованной в сборнике «Четыре после полуночи». Рабочее название также носило название повести — «Тайное окно, тайный сад». 
Премьера фильма состоялась 12 марта 2004 года.
В США фильм собрал $48 022 900, в остальном мире 44 890 271 долл. 

## Сюжет
Писатель Морт Рейни живёт в доме на берегу. Ещё недавно у него была жена и карьера писателя, сейчас с женой он встречается только для того, чтобы в очередной раз отказаться подписать документы о разводе. С творчеством у Морта тоже не очень гладко, он начинает писать и тут же стирает написанное. Все дни напролёт Морт только спит или смотрит на экран компьютера. 
Но в этой его размеренной, тоскливой жизни появляется странный человек в чёрной шляпе. Назвавшись Кокни Шутером (в английском оригинале имя персонажа — Джон Шутер), он обвиняет Рейни в плагиате. Морт пытается вспомнить, как он писал названный Шутером рассказ, не мог ли он действительно взять чужую идею. Выясняя все факты, Рейни узнаёт, что Шутер написал свой рассказ через два года после публикации в журнале рассказа самого Рейни. Морту нужно лишь найти копию журнала, и Шутер уйдёт. Но до тех пор странный человек в чёрной шляпе будет преследовать писателя и его жену. В серьёзности намерений Шутера сомневаться не приходится - он убивает собаку Морта и поджигает дом, в котором живёт жена Рейни с любовником. 
Морт нанимает частного детектива Кена Карша, чтобы тот поймал Шутера. Через несколько дней Шутер убивает Карша и единственного человека (не считая Морта), который видел Шутера, — старого дальнобойщика Тома. Морт в ужасе, но Шутер непреклонен, он возмущён тем, что его рассказ не просто украли, но и изменили в нём концовку, а она ведь гораздо лучше опубликованной: у Шутера главный герой свою жену убивает. 
В конце концов Морт Рейни получает по почте журнал, но страницы, на которых написан рассказ, оказываются вырванными. Рейни не понимает, кто это мог сделать, ведь, кроме него самого, никто не дотрагивался до конверта с журналом. Рейни смотрит на шляпу, лежащую на столе, и вспоминает, что она когда-то была куплена им. А значит, никакого Шутера нет. Загадка разгадана. Морт надевает шляпу, и в этот момент приезжает его жена с документами о разводе, а за ней и её любовник. Они оба и становятся последними жертвами Морта Рейни. Рассказ «переписан», как и хотел Шутер.

## В ролях
| Актёр         | Роль                      |
| ------------- | ------------------------- |
| Джонни Депп   | Мортон (Морт) Рейни       |
| Джон Туртурро | Кокни Шутер               |
| Мария Белло   | Эми Рейни                 |
| Тимоти Хаттон | Тэд Милнер                |
| Чарльз Даттон | частный детектив Кен Карш |

## Съёмки
Джон Туртурро, исполнивший роль Кокни Шутера, решил принять участие в фильме из-за своего сына, который страстно увлекался произведениями Стивена Кинга. На одну из ролей претендовал Винг Реймс, но ввиду несовпадающего графика съёмок он отказался от участия в фильме.
Съёмки фильма проходили в нескольких городах провинции Квебек в Канаде, а также в Нью-Йорке, начались они 14 июля 2003 года, а закончились в октябре. 
В сцене, когда герой Джонни Деппа врывается в номер гостиницы (в самом начале фильма), лица актёров выглядят действительно испуганными. Этот эффект достигался режиссёрской уловкой, которая заключалась в том, что актёры Мария Белло и Тимоти Хаттон, по указанию режиссёра, лежали в кровати около 15 минут, а появление героя Джонни Деппа оказалось действительно неожиданным.

## Выход фильма
Премьера фильма была отложена примерно на месяц с целью успешного проката другого фильма с Джонни Деппом: «Пираты Карибского моря».

## Критика
На агрегаторе рецензий Rotten Tomatoes рейтинг одобрения составляет 46 % на основе 162 отзывов со средней оценкой 5,5 из 10. По мнению критиков сайта «Депп необычайно интересен, но к концу фильм выдыхается».
Роджер Эберт наградил фильм 3 звездами из 4, заявив, что из него «может получиться прямолинейный триллер, но у Джонни Деппа и режиссера Дэвида Кеппа слишком много стиля, чтобы это произошло». Ян Натан из Empire присудил фильму только 2 звезды из 5, заявив: «К сожалению, большой секрет „Тайного окна“ не мог бы быть более очевидным, даже если бы по проходам между кресел промаршировал бы оркестр с девушками в алых одеждах с помпонами, скандирующими его хором».

## Номинации
За роль в фильме «Тайное окно» Джон Туртурро был номинирован на кинопремию «Сатурн» в качестве лучшего актёра второго плана.